# Seguir em Frente (álbum de 2018)
Seguir em Frente é um álbum de estúdio da dupla sertaneja Rick & Renner, lançado em 2018 pela Radar Records. O álbum marca o retorno da dupla, que após 3 anos e meio de separação, divulgaram por meio das redes sociais no dia 12 de agosto que iriam retomar as atividades dando início a turnê "Seguir em Frente". O álbum mostra o lado mais romântico da dupla em um formato totalmente acústico de voz, piano e violão, mostrado em canções já gravadas pela dupla em novas roupagens, como é o caso dos sucessos "Ela é Demais", "Só Pensando em Você", "Nos Bares da Cidade", "Filha" e "Seguir em Frente". E também uma música inédita e motivacional escrita por Rick, intitulada "Como Assim".

## Faixas
| N.º | Título                 | Compositor(es)                                      | Duração |  |
| 1.  | "Ela é Demais"         | Elias Muniz                                         | 4:01    |  |
| 2.  | "Só Pensando Em Você"  | Liah Soares                                         | 3:40    |  |
| 3.  | "Como Olvidarme de Ti" | Lucas Robles / Carlos Colla                         | 4:58    |  |
| 4.  | "Eu Mereço"            | Rick                                                | 4:06    |  |
| 5.  | "Instante Mágico"      | Tivas / Rocky                                       | 4:49    |  |
| 6.  | "Filha"                | Rick                                                | 4:32    |  |
| 7.  | "O Amor e Eu"          | Tivas / Zequinha Rodrigues                          | 4:20    |  |
| 8.  | "Negativo Positivo"    | Dedé Badaró                                         | 3:39    |  |
| 9.  | "Credencial"           | Dedé Badaró / João Gustavo                          | 3:55    |  |
| 10. | "Nos Bares da Cidade"  | Rick                                                | 3:28    |  |
| 11. | "Seguir em Frente"     | Peninha / Arandas Junior                            | 3:47    |  |
| 12. | "Sem Direção"          | Zé Henrique                                         | 4:14    |  |
| 13. | "É Dez, É Cem, É Mil"  | Lucimar / Monalisa                                  | 3:10    |  |
| 14. | "Esse Amor é Você"     | Rick                                                | 3:10    |  |
| 15. | "Bandida"              | Rick / João Paulo                                   | 4:08    |  |
| 16. | "Una y Mil Veces"      | Donato - Versão: Waldir Luz / Manoel Nenzinho Pinto | 5:05    |  |
| 17. | "Poucas e Boas"        | Peninha                                             | 3:37    |  |
| 18. | "Como Assim"           | Rick                                                | 4:34    |  |